# Трисульфид диталлия
Трисульфи́д дита́ллия — неорганическое бинарное соединение, соль металла таллия и сероводородной кислоты с формулой Tl2S3, чёрные кристаллы, не растворимые в воде.

## Получение
- Сплавлением таллия и серы:

{\displaystyle {\mathsf {2Tl+3S\ {\xrightarrow {T}}\ Tl_{2}S_{3}}}}

## Физические свойства
Трисульфид диталлия образует чёрные кристаллы.

## Химические свойства
- Реагирует с горячей разбавленной серной кислотой:

{\displaystyle {\mathsf {Tl_{2}S_{3}+3H_{2}SO_{4}\ {\xrightarrow {80^{o}C}}\ Tl_{2}(SO_{4})_{3}+3H_{2}S\uparrow }}}